# Diogo Rodrigues
Diogo Rodrigues (1500 — Goa, 21 de abril de 1577) foi um navegador português que explorou o Oceano Índico no século XVI e que em 1528 descobriu e deu nome a várias ilhas a este de Madagáscar, incluindo a ilha Rodrigues, que mantém o seu nome. Diogo Rodrigues explorou o arquipélago das Mascarenhas, assim por ele nomeadas em homenagem ao seu compatriota e companheiro Pedro de Mascarenhas, que as terá visitado em 1512. O arquipélago das Ilhas Mascarenhas compreende a Reunião, Maurícia e Rodrigues.
De acordo com José Nicolau da Fonseca, Rodrigues jaz em Goa com o seu túmulo assinalado com a inscrição: Acqui jaz Diogo Rodrigues o do Forte, Capitão desta Fortaleza, o qual derrubou os pagodes destas terras. Falleceu á 21 de Abril de 1577 annos.